# Phần mềm thương mại
Phần mềm thương mại, hiếm khi gọi là phần mềm trả tiền (payware), là phần mềm được sản xuất nhằm mục đích buôn bán hoặc phục vụ cho các mục đích thương mại. Phần mềm thương mại có thể là phần mềm sở hữu độc quyền hoặc các mô hình kinh doanh cho phần mềm mã nguồn mở (business models for open-source software).